# Jing-tchan
Jing-tchan (čínsky pchin-jinem Yīngtán, znaky 鹰潭) je městská prefektura v Čínské lidové republice, kde patří do provincie Ťiang-si. Celá prefektura má rozlohu 3 560 čtverečních kilometrů a roku 2020 v ní žilo přes milion obyvatel.

## Poloha
Jing-tchan leží na severovýchodě provincie Ťiang-si. Na severovýchodě hraničí prefektura s Šang-žaem, na jihozápadě s Fu-čou a na východě s provincií Fu-ťien.

## Administrativní členění
Městská prefektura Jing-tchan se člení na tři celky okresní úrovně, a sice dva městské obvody a jeden městský okres.
| Jüe-chu Jü-ťiang městský okres · Kuej-si |        |                       |                    |                                  |
| Název                                    | Název  | Počet obyvatel (2020) | Rozloha km² (2020) | Hustota zalidnění (obyv. na km²) |
| český přepis                             | znaky  | Počet obyvatel (2020) | Rozloha km² (2020) | Hustota zalidnění (obyv. na km²) |
| Městské obvody                           |        |                       |                    |                                  |
| Jüe-chu                                  | 月湖区 | 287 489               | 136                | 2 112                            |
| Jü-ťiang                                 | 余江区 | 326 162               | 931                | 350                              |
| městský okres                            |        |                       |                    |                                  |
| Kuej-si                                  | 贵溪市 | 540 572               | 2 493              | 217                              |
|                                          |        |                       |                    |                                  |
| Celkem                                   | Celkem | 1 154 223             | 3 560              | 324                              |